# Comanche County (Texas)
Das Comanche County ist ein County im Bundesstaat Texas der Vereinigten Staaten. Das U.S. Census Bureau hat bei der Volkszählung 2020 eine Einwohnerzahl von 13.594 ermittelt. Der Sitz der County-Verwaltung (County Seat) befindet sich in Comanche.

## Geographie
Das County liegt etwa 50 km nordöstlich des geographischen Zentrums von Texas und hat eine Fläche von 2454 Quadratkilometern, wovon 26 Quadratkilometer Wasserfläche sind. Es grenzt im Uhrzeigersinn an folgende Countys: Erath County, Hamilton County, Mills County, Brown County und Eastland County.

## Geschichte
Comanche County wurde am 25. Januar 1856 aus Teilen des Bosque County und Coryell County gebildet. Benannt wurde es nach den Comanchen, einem Indianer-Volk.
Ein Gebäude des Countys ist im National Register of Historic Places (NRHP) eingetragen (Stand 22. Oktober 2018), die Captain James & Susannah Cunningham Homestead.

## Demografische Daten

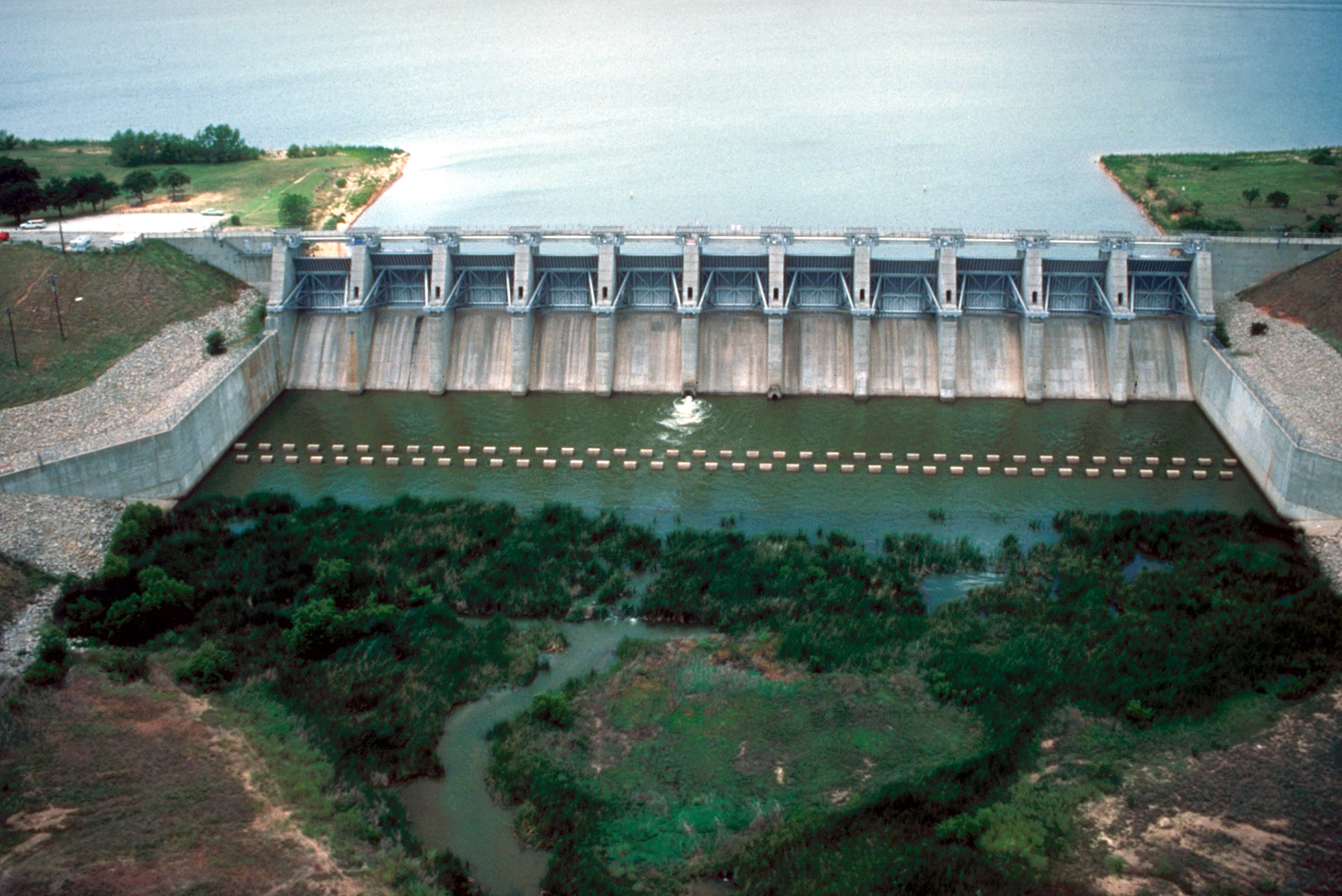
Proctor-Damm

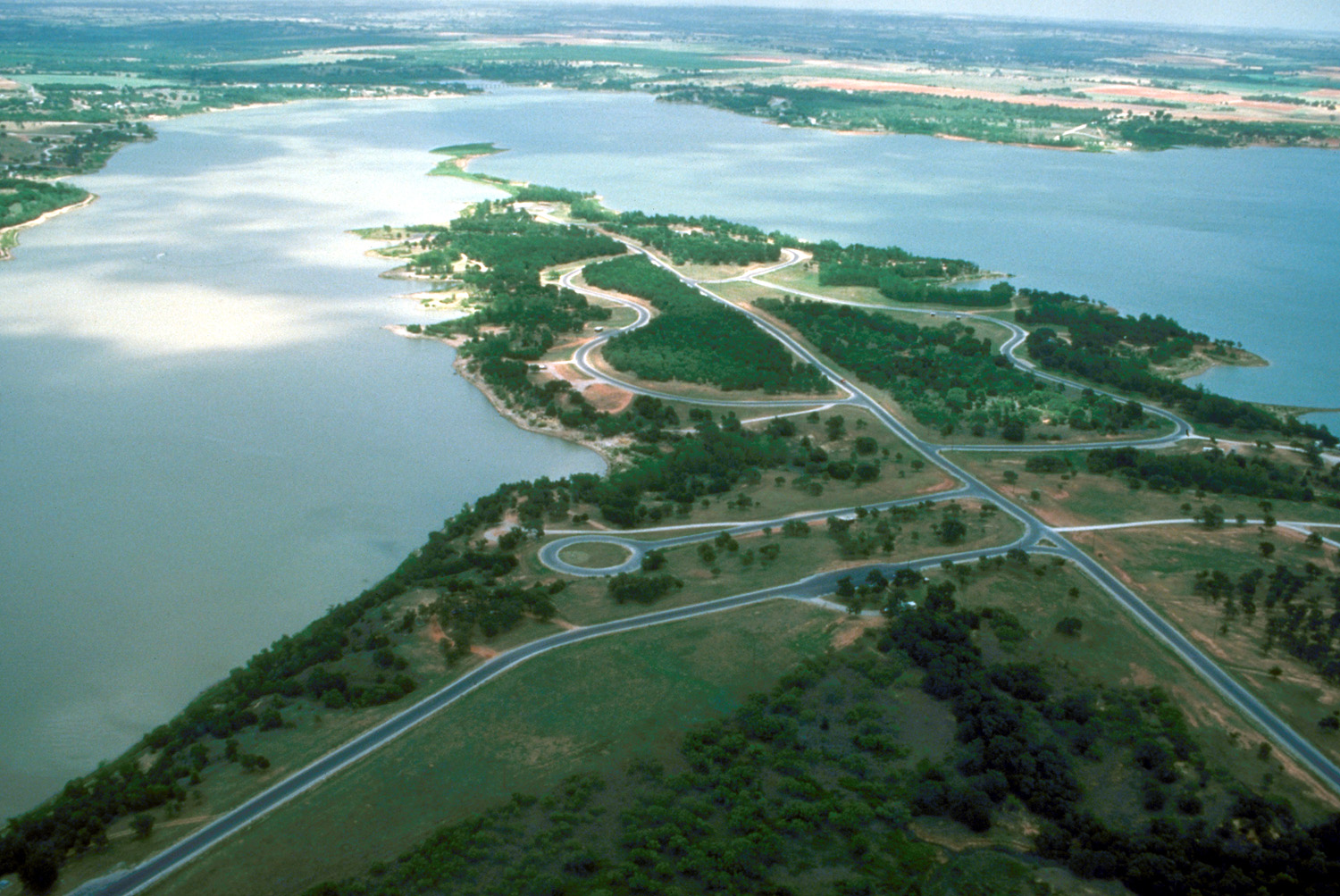
Proctor Lake

Nach der Volkszählung im Jahr 2000 lebten im Comanche County 14.026 Menschen; es wurden 5.522 Haushalte und 3.926 Familien gezählt. Die Bevölkerungsdichte betrug 6 Einwohner pro Quadratkilometer. Ethnisch betrachtet setzte sich die Bevölkerung zusammen aus 87,30 Prozent Weißen, 0,44 Prozent Afroamerikanern, 0,61 Prozent amerikanischen Ureinwohnern, 0,13 Prozent Asiaten, 0,01 Prozent Bewohnern aus dem pazifischen Inselraum und 9,70 Prozent aus anderen ethnischen Gruppen; 1,82 Prozent stammten von zwei oder mehr Ethnien ab. 20,88 Prozent der Einwohner waren spanischer oder lateinamerikanischer Abstammung.
Von den 5.522 Haushalten hatten 29,8 Prozent Kinder oder Jugendliche, die mit ihnen zusammen lebten. 59,2 Prozent waren verheiratete, zusammenlebende Paare, 8,1 Prozent waren allein erziehende Mütter und 28,9 Prozent waren keine Familien. 26,3 Prozent waren Singlehaushalte und in 15,2 Prozent lebten Menschen im Alter von 65 Jahren oder darüber. Die durchschnittliche Haushaltsgröße betrug 2,48 und die durchschnittliche Familiengröße betrug 2,98 Personen.
25,3 Prozent der Bevölkerung war unter 18 Jahre alt, 7,1 Prozent zwischen 18 und 24, 23,3 Prozent zwischen 25 und 44, 24,0 Prozent zwischen 45 und 64 und 20,3 Prozent waren 65 Jahre alt oder älter. Das Medianalter betrug 40 Jahre. Auf 100 weibliche Personen kamen 95,8 männliche Personen und auf 100 Frauen im Alter von 18 Jahren oder darüber kamen 94,4 Männer.
Das jährliche Durchschnittseinkommen eines Haushalts betrug 28.422 USD, das Durchschnittseinkommen einer Familie betrug 34.810 USD. Männer hatten ein Durchschnittseinkommen von 26.094 USD, Frauen 18.912 USD. Das Prokopfeinkommen betrug 14.677 USD. 13,9 Prozent der Familien und 17,3 Prozent der Einwohner lebten unterhalb der Armutsgrenze.

## Orte im County
- Beattie
- Comanche
- Comyn
- De Leon
- Downing
- Duster
- Gustine
- Hasse
- Lamkin
- Newburg
- Proctor
- Rucker
- Sidney
- Sipe Springs
- Vandyke